# 勞力士GMT Master II

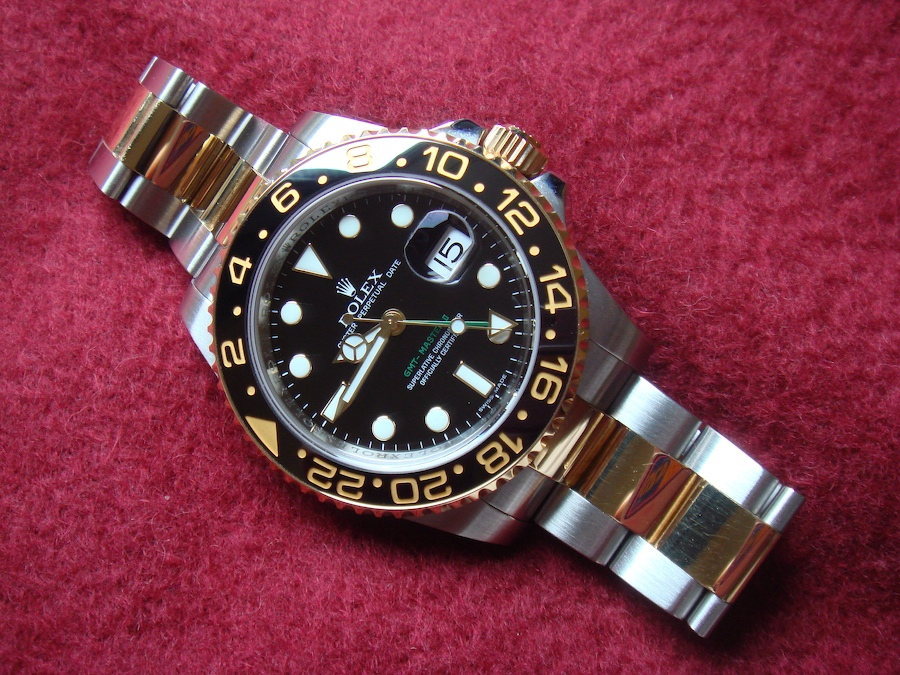
勞力士GMT Master II間金和不銹鋼款（編號116713LN）

勞力士蠔式恆動日誌型GMT Master（英語：Rolex Oyster Perpetual Day-Date）是勞力士的手錶產品之一。這款手錶由勞力士和泛美航空合作設計，最初是供泛美航空的飛行員和乘務人員使用，在1954年上市銷售。

## 歷史
勞力士GMT-Master最初是和泛美航空合作設計，由該公司發給長途航班的乘務人員（名稱中的「GMT」 代表格林尼治標準時間，也就是协调世界时）。最初的GMT Master手錶擁有一個24小時四針錶盤，使用者可以將手錶設置為GMT或其它時區，並且可使用可旋轉的刻度圈設置第二個時區。1980年代初期，勞力士推出了勞力士GMT-Master II，但最初版本的GMT Master一直生產到1999年。 

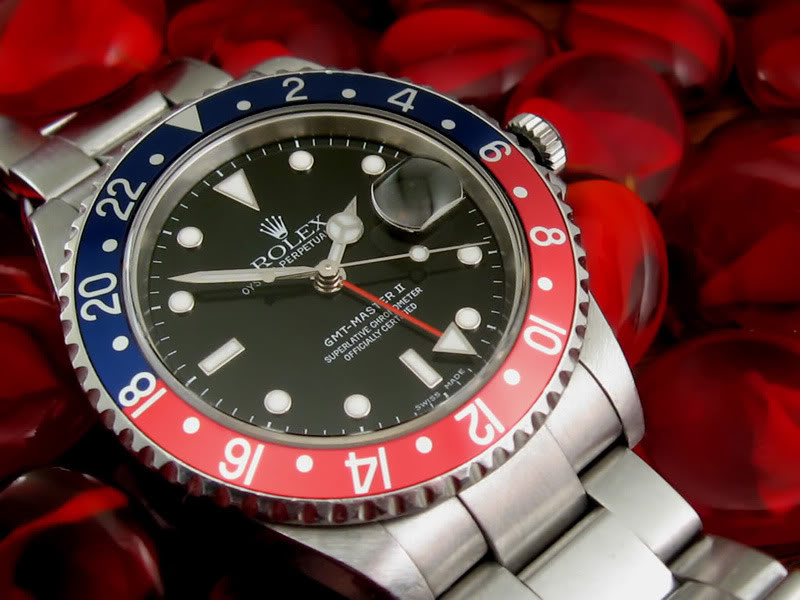
2003年上市的16710款GMT Master

### 50週年紀念版
更新版的勞力士GMT Master II在2005年上市。新款勞力士GMT Master II有了多項技術革新，在外觀上亦有變化（包括更大的錶殼、指針和時標）。新表圈採用極堅硬的陶瓷材料，以提高防刮蹭和防褪色性能。此外勞力士還推出了一款更新更豪華的款式。現在GMT Master II除了不銹鋼表帶版本之外，亦有貴金屬表帶版本。

### 陶瓷表圈款式

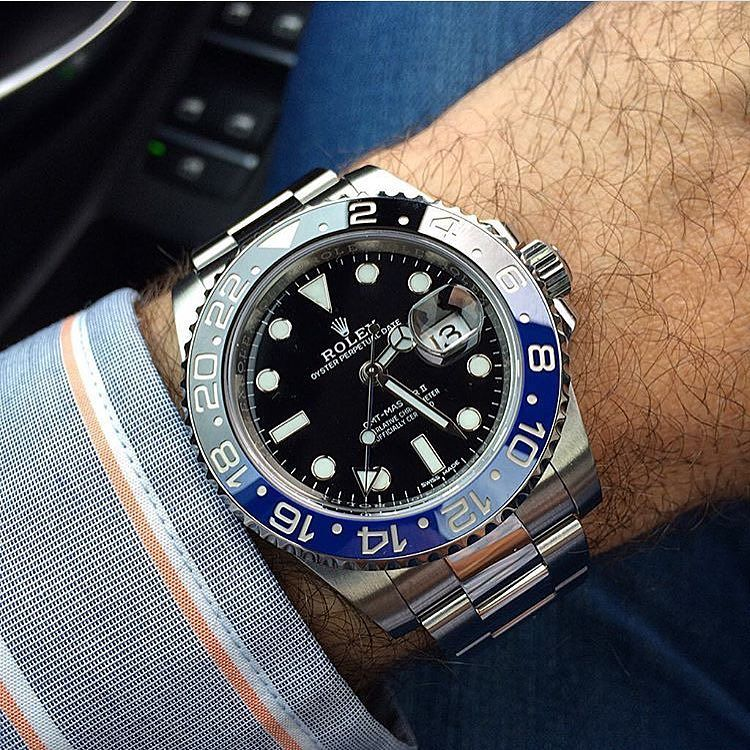
2013年上市的勞力士GMT Master II，暱稱「蝙蝠俠」

2007年，勞力士在GMT-Master II系列中導入了陶瓷表圈，以取代自1959年開始使用的鋁表圈。雖然陶瓷比鋁更耐刮蹭，但因其難以同時塗上兩種顏色（特別是紅色），因此勞力士曾並未使用。
2013年，勞力士推出了第一款藍色和黑色陶瓷表圈的GMT-Master II。這款GMT-Master II使用鋼材質，表圈使用勞力士專利陶瓷Cerachrom材料。
2014年，勞力士終於可以在陶瓷表圈上使用紅色，並推出了紅藍配色表圈的GMT-Master II。這款型號被稱為「百事可樂圈」。最初這一配色僅在白金款GMT-Master II上使用。全部這些GMT-Master II均使用Caliber 3186機芯。
2018年，勞力士在新的鋼質GMT-Master II上使用了紅藍「百事可樂圈」，並搭配銀禧錶鏈，替代蠔式錶鏈，且和舊款白金質同時出售。勞力士還推出了兩位兩款GMT-Master II，分別是鋼質紅色玫瑰金和玫瑰金款。這些2018年發布的新款GMT-Master II均使用新的Caliber 3285機芯。
2019年，勞力士發布了新款「蝙蝠俠」，並停止生產舊版。新款蝙蝠俠的機芯升級為Caliber 3285款，並改為銀禧錶鏈。
2021年，勞力士重新推出了蠔式表鏈的紅藍「百事可樂圈」和藍黑「蝙蝠俠」款GMT-Master II。

## 外部連結
- Rolex.com - Official Rolex Website （页面存档备份，存于）
- GMT Master History - good overview over the evolution of the Rolex GMT Master （页面存档备份，存于）
- Rolex GMT Master 16710 review by John B. Holbrook II （页面存档备份，存于）
- Rolex GMT Master 16710 review by JPE （页面存档备份，存于）